# 동정부부 요안 루갈다
《동정부부 요안 루갈다》는 평화방송에서 2010년 11월 29일부터 2010년 11월 30일까지 방영된 순교사극 드라마이다.

## 등장 인물

### 주요 인물
- 이윤지 : 이순이 루갈다 역
- 김무열 : 유중철 요안 역

### 그외 인물들
- 박순천 : 권씨 부인 역
- 박팔영 : 유항검 역
- 육미라 : 신희부인 역
- 정진 : 노복남 역
- 오성태 : 김승준 역
- 오지영 : 한점례 역
- 김선화 : 복남댁 역
- 장영주 : 시할머니 역
- 심양홍 : 종중어른 역
- 양영준 : 감사 역
- 전일범 : 유관검 역
- 홍보경 : 유문철 역
- 김홍석 : 사또 역
- 이승찬 : 전주포졸장 역
- 이중열 : 승준 부 역
- 유자영 : 승준 모 역
- 김선녀 : 방물장수 역
- 전종한 : 집행관 역

### 특별출연
- 이정훈 : 중국 천주교 선교사인 주문모 신부 역